# Templo de Haeinsa
Haeinsa es un templo budista construido en el año 802 en Gyeongsang del Sur, en Corea del Sur. En el Changgyong P'ango, está guardado la Tripitaka Coreana, la más completa colección de textos budistas, grabada en 80.000 bloques de madera. El templo incluye también varios tesoros nacionales de Corea del Sur, como interesantes pinturas budistas, pagodas de piedra y linternas.
Haeinsa es uno de los Tres Templos de la Joya de Corea, y representa el Dharma o las enseñanzas del Buda. Sigue siendo un centro activo de la práctica de Seon (선, 禪) en los tiempos modernos, y era el templo casero del influyente reverendo Seongcheol (성철, 性 徹), que murió en 1993. 
El Templo de Haeinsa fue declarado Patrimonio de la Humanidad, por la Unesco, en el año 1995. 

## Historia
El templo fue construido por primera vez en 802. La leyenda dice que dos monjes coreanos regresaron de China, Suneung e Ijeong, y sanaron a la esposa del Rey Aejang (애장왕, 哀 莊王) de su enfermedad. En agradecimiento a la misericordia del Buda, el rey ordenó la construcción del templo. Otra leyenda narrada por Choe Chi-Won en 900 establece que Suneung y su discípulo Ijeong, ganaron el apoyo de una reina viuda que se convirtió al budismo y luego ayudó a financiar la construcción del templo.
El complejo del templo fue renovado en el siglo X, 1488, 1622 y 1644. Huirang, el abad del templo disfrutó del patrocinio de Taejo de Goryeo durante el reinado de ese rey. Haeinsa fue quemado en 1817 y reconstruido en 1818. Otra renovación en 1964 descubrió una túnica real del rey Wang Geon, que era responsable de la renovación 1622, y de una inscripción en una viga de la cresta.
El templo de Haeinsa y los depósitos para los bloques de madera de Tripiṭaka Coreana fueron hechos sitio de la herencia del mundo de la UNESCO en 1995. El comité de la UNESCO observó que los edificios que contienen el Tripiṭaka Coreana son únicos porque ninguna otra estructura histórica fue dedicada específicamente a la preservación de artefactos y Las técnicas utilizadas fueron particularmente ingeniosas.
El templo también tiene varios tesoros oficiales incluyendo una talla de madera realista de un monje y pinturas budistas interesantes, pagodas de piedra, y linternas.